# José David Romero
José David Romero (Corrientes, provincia de Corrientes, Argentina, 25 de marzo de 2003) es un futbolista argentino. Juega como delantero en CA Tigre de la Primera División de Argentina.

## Trayectoria
David Romero llegó a Talleres en 2017 y se formó en la estructura de divisiones inferiores viviendo en el Centro de Formación Talleres. En Octava División fue el máximo goleador del año de la Superliga Juvenil.  Luego fue campeón de la Séptima División de AFA, marcando en esa temporada 40 goles en 55 partidos. Firmó su primer contrato en marzo de 2019 luego de realizar la primera temporada con el plantel superior.
Disputó dos partidos con la Selección Argentina Sub-16, marcando un gol con esta camiseta frente a Portugal por el Torneo Mundialito de Montaigu.
Debutó en abril de 2021 frente a Deportes Tolima por la Copa Sudamericana. Su segundo partido fue ante Emelec, en el que asistió a Carlos Auzqui para ganar el encuentro por 4 a 1. En esa temporada disputó también algunos partidos de Primera División, marcando frente a Sarmiento de Junín por la Liga Profesional 2021.
En 2021 extendió su contrato hasta 2025.

### Unión La Calera
En agosto de 2024 se confirma su cesión al Club de Deportes Unión La Calera por seis meses con opción de compra.
El 18 de agosto de 2024, marca sus primeros goles en el futbol chileno en un partido por la primera división enfrentando a Palestino. Anotaciones que finalmente le otorgaron la victoria al equipo cementero.

## Clubes
Actualizado al último partido disputado el 10 de noviembre de 2024.
| Club | Div.          | Temporada     | Liga  | Liga  | Copas nacionales(1) | Copas nacionales(1) | Copas internacionales(2) | Copas internacionales(2) | Total | Total | Promedio |
| Club | Div.          | Temporada     | Part. | Goles | Part.               | Goles               | Part.                    | Goles                    | Part. | Goles | Promedio |
| --- | ------------- | ------------- | ----- | ----- | ------------------- | ------------------- | ------------------------ | ------------------------ | ----- | ----- | -------- |
| Talleres (C) Argentina | 1.ª           | 2020          | 0     | 0     | 1                   | 0                   | 0                        | 0                        | 1     | 0     | 0.00     |
| Talleres (C) Argentina | 1.ª           | 2021          | 7     | 1     | 0                   | 0                   | 3                        | 0                        | 10    | 1     | 0.10     |
| Talleres (C) Argentina | 1.ª           | 2022          | 5     | 1     | 6                   | 0                   | 2                        | 0                        | 13    | 1     | 0.07     |
| Talleres (C) Argentina | 1.ª           | 2023          | 9     | 2     | 7                   | 0                   | -                        | -                        | 16    | 2     | 0.13     |
| Talleres (C) Argentina | 1.ª           | 2024          | 0     | 0     | 3                   | 0                   | 1                        | 0                        | 4     | 0     | 0.00     |
| Talleres (C) Argentina | Total club    | Total club    | 21    | 4     | 16                  | 0                   | 6                        | 0                        | 44    | 4     | 0.09     |
| Unión La Calera Chile | 1.ª           | 2024          | 11    | 7     | 0                   | 0                   | -                        | -                        | 11    | 7     | 0.64     |
| Unión La Calera Chile | Total club    | Total club    | 11    | 7     | 0                   | 0                   | 0                        | 0                        | 11    | 7     | 0.64     |
| Total carrera | Total carrera | Total carrera | 32    | 11    | 16                  | 0                   | 6                        | 0                        | 55    | 11    | 0.20     |
| 1. ↑ Incluye datos de la Copa Argentina (2020,22,23), de Copa Chile (2024-Act.) 2. ↑ Incluye datos de Copa Sudamericana (2021), Copa Libertadores (2022 y 2024). 3. ↑ No incluye datos de partidos amistosos. |               |               |       |       |                     |                     |                          |                          |       |       |          |